# Myrmosicarius diabolicus
Myrmosicarius diabolicus är en tvåvingeart som beskrevs av Borgmeier 1931. Myrmosicarius diabolicus ingår i släktet Myrmosicarius och familjen puckelflugor. Inga underarter finns listade i Catalogue of Life.